# Anagrus nigriceps
Anagrus nigriceps är en stekelart som först beskrevs av Smits van Burgst 1914.  Anagrus nigriceps ingår i släktet Anagrus och familjen dvärgsteklar. Inga underarter finns listade i Catalogue of Life.